# Adeonella spathulata
Adeonella spathulata är en mossdjursart som beskrevs av Hayward 1988. Adeonella spathulata ingår i släktet Adeonella och familjen Adeonellidae. Inga underarter finns listade i Catalogue of Life.